# Bongo BomBarďák
Bongo BomBarďák (2011) je druhé album s písničkami pro děti od fiktivní kapely 3B (trio Bibi, best Boy a Bongo), podobně jako první album Bongo BonBoniéra (2010) ve skutečnosti jde o sampler kapel z okruhu vydavatelství Indies Scope. Album opět vyšlo ve spolupráci s brněnským zábavním parkem Bongo. Obsahuje 18 písní, některé jsou převzaté z jiných alb (Babucha), většinou jde o písně nahrané přímo pro toto album. Obal opět vytvořil Rudolf Brančovský, autor interiéru zábavního parku Bongo, jehož kapela Poletíme? je na sampleru také zastoupena.
Součástí balení je také volná vstupenka do zábavního parku Bongo v Brně nebo Galaxie ve Zlíně.

## Seznam písní
1. Monty – Šnek – 3:07
2. Nuck Chorris Gang – Ty vogo! – 3:36
3. Obří broskev – Balónem – 3:46
4. Poletíme? – Bubák – 3:33
5. Žamboši – Prázdninová – 2:44
6. Karolína Kamberská – Babucha – 2:44
7. Jablkoň – Kobyla – 2:26
8. Slávek Janoušek – Dušičky – 1:54
9. Leporelo – Klokaní počty – 2:57
10. Okrej – Tři kopečky – 3:18
11. Yellow Sisters – Mravenčí – 2:47
12. Bezobratři – Když komára ženili – 2:11
13. Lada Šimíčková & Ivo Cicvárek – Mořská pošta – 2:51
14. Koňaboj – Hnalo dívča krávy – 3:09
15. Minach – Holčička – 4:54
16. Režimy & Monika Satková – Mestečko kroch kroch – 2:54
17. Květy – Zlatá horečka – 2:37
18. Bran – Dodo M'amour – 4:16